# Alan Rickman
Alan Sidney Patrick Rickman (Acton, Londres, 21 de febrer del 1946 - Londres, 14 de gener del 2016) va ser un actor i director de cinema i teatre anglès, conegut principalment per l'ampli registre de les seves interpretacions, tant en teatre com en cinema, així com pels seus papers antagonistes. Rickman fou membre de la Royal Shakespeare Company, on va interpretar produccions teatrals tant modernes com clàssiques. El seu primer paper rellevant, en l'àmbit cinematogràfic, es va produir el 1982, però el reconeixement li arribà gràcies a la seva interpretació del vescomte de Valmont en l'obra de teatre Les Liaisons Dangereuses, el 1985, pel qual fou nominat als Premis Tony. Rickman, finalment, aconseguí una gran popularitat gràcies als seus papers de Hans Gruber, a Die Hard, i de Severus Snape, a la saga cinematogràfica Harry Potter.
No obstant això, Rickman també va destacar en altres pel·lícules, com ara Robin Hood: Príncep dels lladres, on interpretava al xèrif de Nottingham, o pels seus papers de Jamie, a Un fantasma enamorat; el coronel Brandon, a Sentit i sensibilitat; Harry, a Love Actually; P.L. O'Hara, a An Awfully Big Adventure; Alexander Dane, a Galaxy Quest; o el jutge Turpin, a l'adaptació musical de Sweeney Todd: el barber diabòlic del carrer Fleet, de Stephen Sondheim.
El 1995 Rickman va rebre un Globus d'Or, un Emmy i un Premi Guild als actors de televisió per la seva interpretació de Rasputin, a Rasputin: Dark Servant of Destiny; així com un BAFTA, pel seu paper a Robin Hood. També era el padrí de l'actor Tom Burke.
Rickman va morir de càncer de pàncrees el 14 de gener de 2016 als 69 anys. Les seves darreres interpretacions van ser les del tinent general Frank Benson, a Espies des del cel, i la veu d'Absolem, a Alice in Wonderland, així com a la seva seqüela, Alice Through the Looking Glass.

## Biografia

### Primers anys
Rickman nasqué a Acton, Londres, en una família de classe obrera. La seva mare, Margaret Doreen Rose (nascuda Bartlett), era mestressa de casa, mentre que el seu pare, Bernard Rickman, treballava en una fàbrica. Els seus avantpassats eren anglesos, irlandesos i gal·lesos; el seu pare era catòlic, mentre que la seva mare metodista. Segons una pàgina web, Margaret Bartlett (Pontypridd, Gal·les, 1911 - 1997) s'havia casat, amb anterioritat, amb Reginald Cory, a Hammersmith (Londres), el 1931. Fou després del divorci amb Cory que es va casar amb Bernard Rickman (n. 1914), l'any 1940. D'aquest matrimoni, a més d'Alan, en van sorgir tres fills més: David (n. 1944), que va ser dissenyador gràfic; Michael (n. 1947), que seria entrenador de tennis; i Sheila (n. 1950). De petit, Rickman va assistir a l'Escola Primària de Derwentwater, situada a Acton, i que era coneguda per seguir el mètode educatiu de Montessori.

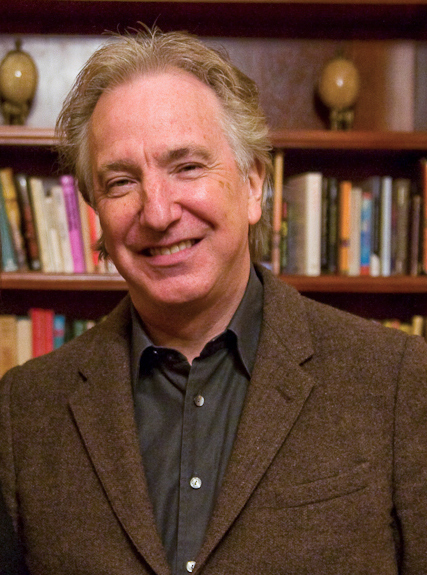
Rickman el desembre de 2009

El pare de Rickman va morir quan Alan tenia només vuit anys, deixant la mare pràcticament sola per criar quatre fills. Margaret es va tornar a casar, però es va separar després de tres anys de matrimoni. "Hi va haver un amor en la seva vida", diria posteriorment Rickman en referència a la seva mare. A Derwentwater Alan va destacar en les assignatures de cal·ligrafia i aquarel·la. A més, hi va aconseguir una beca per estudiar a l'Institut Latymer de Londres, on va començar a participar en obres de teatre. Quan va abandonar el Latymer va assistir al Chelsea College of Art and Design, així com al Royal College of Art. Aleshores considerava que el disseny era una professió molt més estable que la interpretació: "L'escola de teatre no era considerada la millor dedicació per un noi de 18 anys", digué.
Després de graduar-se, Rickman i diversos amics van obrir un estudi de disseny gràfic anomenat Graphiti, però després de tres anys d'èxit van decidir perseguir altres fites professionals. Aleshores és quan Rickman va escriure a la Royal Academy of Dramatic Art (RADA) sol·licitant una audició. Rickman va aconseguir una plaça, assistint a la RADA entre el 1972 i el 1974. Allí va estudiar Shakespeare, a més de treballar com a vestidor de Nigel Hawthorne i Sir Ralph Richardson. Finalment abandonà el centre després de guanyar diversos premis, entre els quals destaquen l'Emile Littler, el Forbes Robertson i la medalla d'or Bancroft.

### Carrera artística

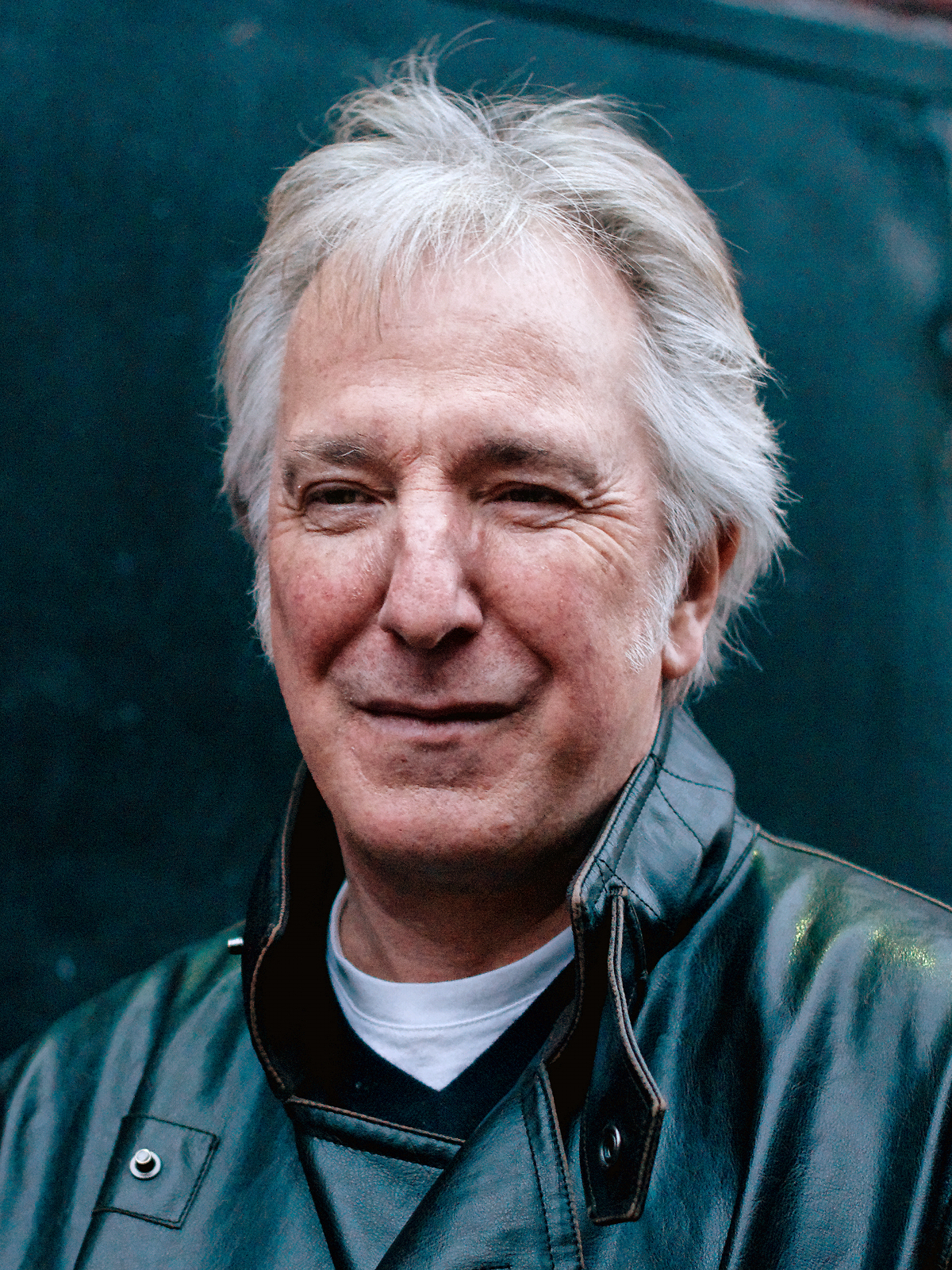
Rickman el 2011

#### Primers papers
Després de graduar-se a la RADA, Rickman va treballar en diverses companyies britàniques i en grups de teatre experimental, participant en produccions com La gavina, d'Anton Txékhov, o The Grass Widow, de Snoo Wilson, al Royal Court Theatre, a més d'aparèixer tres vegades al Festival Internacional d'Edimburg. El 1978 va actuar amb el Court Drama Group, participant en fragments de Romeu i Julieta i de Panorama des del pont, entre d'altres. Mentre treballava amb la Royal Shakespeare Company (RSC) va participar en una actuació d'Al vostre gust. També va aparèixer en l'adaptació de la BBC de les dues primeres novel·les de Barchester, de l'escriptor Anthony Trollope, coneguda com The Barchester Chronicles (1982), interpretant al mossèn Obadiah Slope.
El 1985 va aconseguir el paper protagonista masculí, el vescomte de Valmont, en una producció de la Royal Shakespeare Company de l'adaptació Les Liaisons dangereuses de Christopher Hampton, dirigida per Howard Davies. Quan la producció es va traslladar a Broadway, el 1987, Rickman ser nominat als Premis Tony i als Premis Drama Desk per la seva interpretació.

#### Cinema
La seva carrera va destacar per la gran varietat de rols que va interpretar: va realitzar papers romàntics, com el del coronel Brandon a Sentit i sensibilitat (1995) o Jamie a Truly, Madly, Deeply (1991); diversos malvats en grans produccions de Hollywood, com el terrorista alemany Hans Gruber a Die Hard (1988) o el xèrif de Nottingham a Robin Hood: Príncep dels lladres (1991); i alguns papers en televisió, com el "monjo boig" Rasputin, a la producció de l'HBO Rasputin: Dark Servant of Destiny (1996), per la qual va aconseguir un Globus d'Or i un Emmy. També fou "mestre de cerimònies" de l'àlbum de Mike Oldfield Tubular Bells II, publicat el 1992, en el qual llegia el llistat dels instruments de l'àlbum.
El seu paper a Die Hard li feu guanyar un lloc a l'AFI's 100 anys... 100 herois i dolents com el 46è millor dolent de la història del cinema, tot i que va explicar que havia estat a punt de no acceptar la feina perquè no pensava que Die Hard fos el tipus de pel·lícula en la que volia participar. La seva interpretació com a xèrif de Nottingham a Robin Hood: Príncep dels lladres també el va fer conegut com un dels millors actors per interpretar malvats en pel·lícules.
Rickman es va oposar a ser encasellat com un "Intèrpret d'antagonistes", exposant el fet que no n'havia interpretat cap des del xèrif de Nottingham el 1991. Tot i així va donar vida a l'ambigu Severus Snape, mestre de pocions a la saga Harry Potter, entre el 2001 i el 2011. Al llarg de la seva carrera Rickman també va participar en comèdies: l'actor britànic, de formació clàssica, va interpretar un paper menor com el de Sir Alexander Dane/Dr. Lazarus, en la paròdia de ciència-ficció Galaxy Quest (1999); l'àngel Metatron, la veu de Déu, a Dogma (també del 1999); Harry, l'estúpid marit d'Emma Thompson, a Love Actually (2003); va aportar la seva veu a Marvin, l'andròide paranoic de The Hitchhiker's Guide to the Galaxy (2005); o el pare egoista guanyador d'un Premi Nobel a Nobel Son (2007).

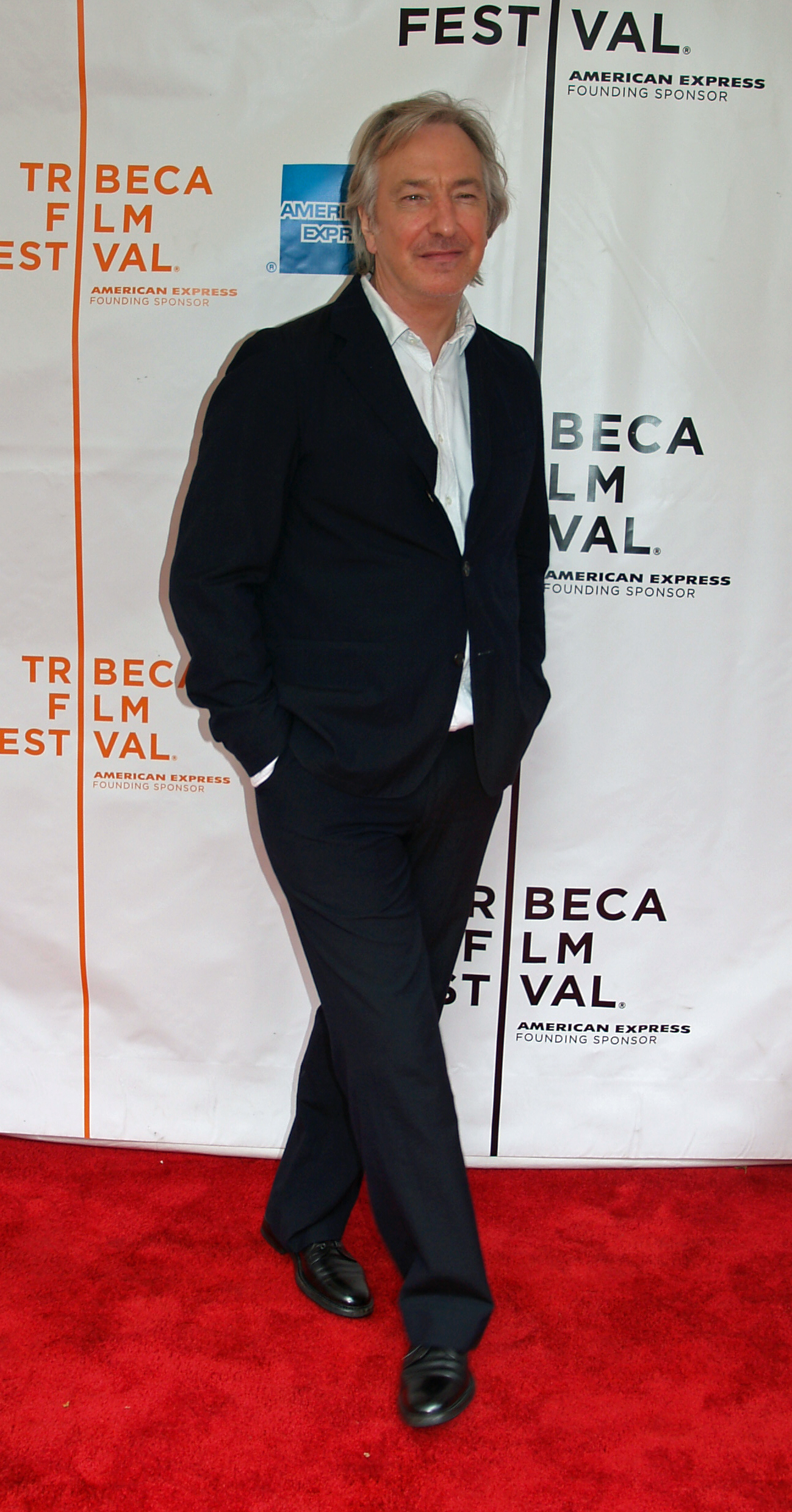
Rickman al Festival de Cinema de Tribeca el 2007.

Rickman va ser nominat als premis Emmy per la seva interpretació del Dr. Alfred Blalock a la producció de l’HBO Something the Lord Made (2004). També va participar en la pel·lícula independent Snow Cake (2006), conjuntament amb Sigourney Weaver i Carrie-Anne Moss, que es va estrenar al Festival Internacional de Cinema de Berlín, i a El perfum: història d'un assassí (també del 2006), dirigida per Tom Tykwer. Rickman va aparèixer com el malvat jutge Turpin en l’aclamada pel·lícula de Tim Burton Sweeney Todd: el barber diabòlic del carrer Fleet (2007), on es va retrobar amb els seus companys de Harry Potter Helena Bonham Carter i Timothy Spall. Rickman va aportar la seva veu per interpretar Absolem, l'eruga, en la pel·lícula de Burton Alice in Wonderland (2010).

#### Teatre
Va participar en l'escenari en la comèdia romàntica de Noël Coward Private Lives, la qual després es representà a Broadway gràcies a l’èxit aconseguit a l'Albery Theatre de Londres. La funció acabà el setembre del 2002, havent-se reunit amb la seva antiga coprotagonista a Les Liaisons Dangereuses, Lindsay Duncan, així com amb el director Howard Davies, en una producció que acabaria adjudicant-se un premi Tony. Abans, també havia actuat en teatre l’obra Antoni i Cleòpatra el 1998, interpretant a Marc Antoni, amb Helen Mirren com a Cleòpatra, en una producció del Royal National Theatre realitzada a l'Olivier Theatre londinenc, en cartell entre el 20 d’octubre i el 3 de desembre de 1998. Rickman també va participar en Victoria Wood with All The Trimmings (2000), un especial de nadal amb Victoria Wood, on interpretava un vell coronel en la batalla de Waterloo que es veu obligat a interrompre el seu compromís amb el personatge de Honeysuckle Weeks.
Rickman també va dirigir The Winter Guest a l'Almeida Theatre de la capital britànica el 1995, així com la versió cinematogràfica de la mateixa obra, estrenada el 1997 i protagonitzada per Emma Thompson i la seva mare autèntica, Phyllida Law. Amb Katharine Viner van recuperar l’obra My Name Is Rachel Corrie, a més de dirigir l'estrena al Royal Court Theatre, que es va produir l’abril de 2005. Gràcies a això va aconseguir el premi del públic del Theatre Goers al millor director. Rickman era amic de la família Corrie, guanyant-se la seva confiança, i l'espectacle fou molt ben rebut pel públic londinenc aquell any. Però el 2006, la producció de l’obra a Nova York fou posposada davant de la possibilitat que fos boicotejada i denunciada per part de grups que la poguessin veure com “propaganda d’agitació antiisraeliana”. Rickman va denunciar-ho com una “censura nascuda de la por”. Tony Kushner, Harold Pinter i Vanessa Redgrave, entre d'altres, van criticar la decisió de postergar definitivament l'espectacle. Finalment, l’obra de teatre es va realitzar en un altre indret de la ciutat, rebent crítiques diverses, i des d’aleshores s'ha interpretat en molts indrets del món.
El 2009 Rickman rebé el Premi James Joyce de la Societat Literària i Històrica del University College Dublin.
L’octubre i el novembre del 2010, Rickman va interpretar el paper epònim en l’obra de Henrik Ibsen John Gabriel Borkman a l'Abbey Theatre de Dublín, juntament amb Lindsay Duncan i Fiona Shaw. L’Irish Independent va definir la seva actuació com impressionant.

#### Darrers anys

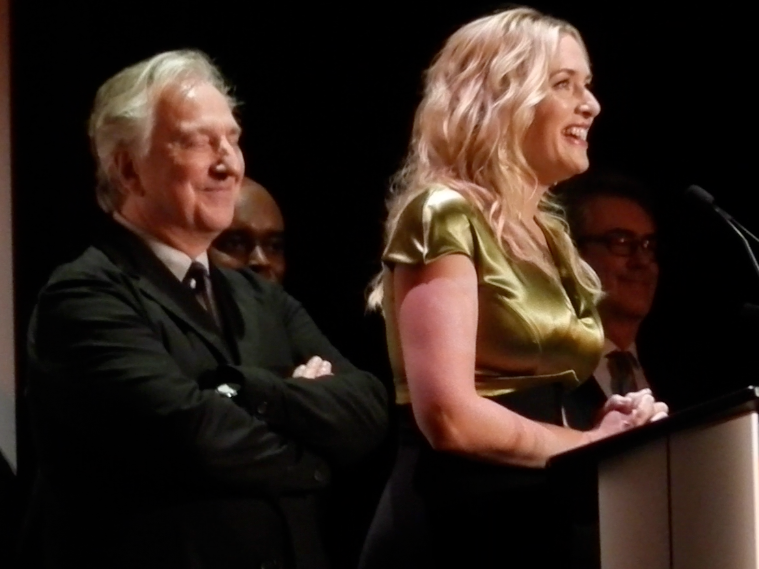
Rickman i Kate Winslet al Festival Internacional de Cinema de Toronto el 2014.

El 2011 Rickman va tornar a interpretar en Severus Snape a la darrera entrega de la saga Harry Potter, Harry Potter i les relíquies de la Mort - Part 2. Al llarg de la sèrie, el seu paper de Snape va guanyar-se l’aprovació de la crítica. Kenneth Turan, del The Los Angeles Times, digué de Rickman que "com sempre, provoca la impressió més permanent"; mentre que Peter Travers, de la revista Rolling Stone, va comentar de l’actor anglès que era "sublim en proporcionar-nos, per fi, una ullada al cor secret que Snape emmascara amb un somriure burleta."
Molts mitjans han defensat que les actuacions de Rickman bé valien una nominació a l'Oscar al millor actor secundari. La primera nominació pel paper d'Snape arribà als premis de l'Aliança de Dones Periodistes de Cinema, els premis Saturn, els premis Scream i els premis de l'Associació de Crítics de Cinema St. Louis Gateway en la categoria de millor actor secundari.
El 21 de novembre de 2011 Rickman va estrenar Seminar, una nova obra de Theresa Rebeck, al John Golden Theatre de Broadway. Rickman, que va abandonar la producció l'abril següent, va guanyar el premi de l'audiència de Broadway.com al millor actor d'una obra de teatre, a més de ser nominat al premi de la Lliga del Teatre.
Rickman va participar, juntament amb Colin Firth i Cameron Diaz, en la pel·lícula Gambit, un remake de la pel·lícula homònima de 1966, i dirigida per Michael Hoffman. El 2013 va interpretar Hilly Kristal, fundador del famós club de punk rock d'East Village CBGB, a la pel·lícula del mateix nom, on va coincidir amb l'actor Rupert Grint, el Ronald Weasley de Harry Potter.

### Als mitjans

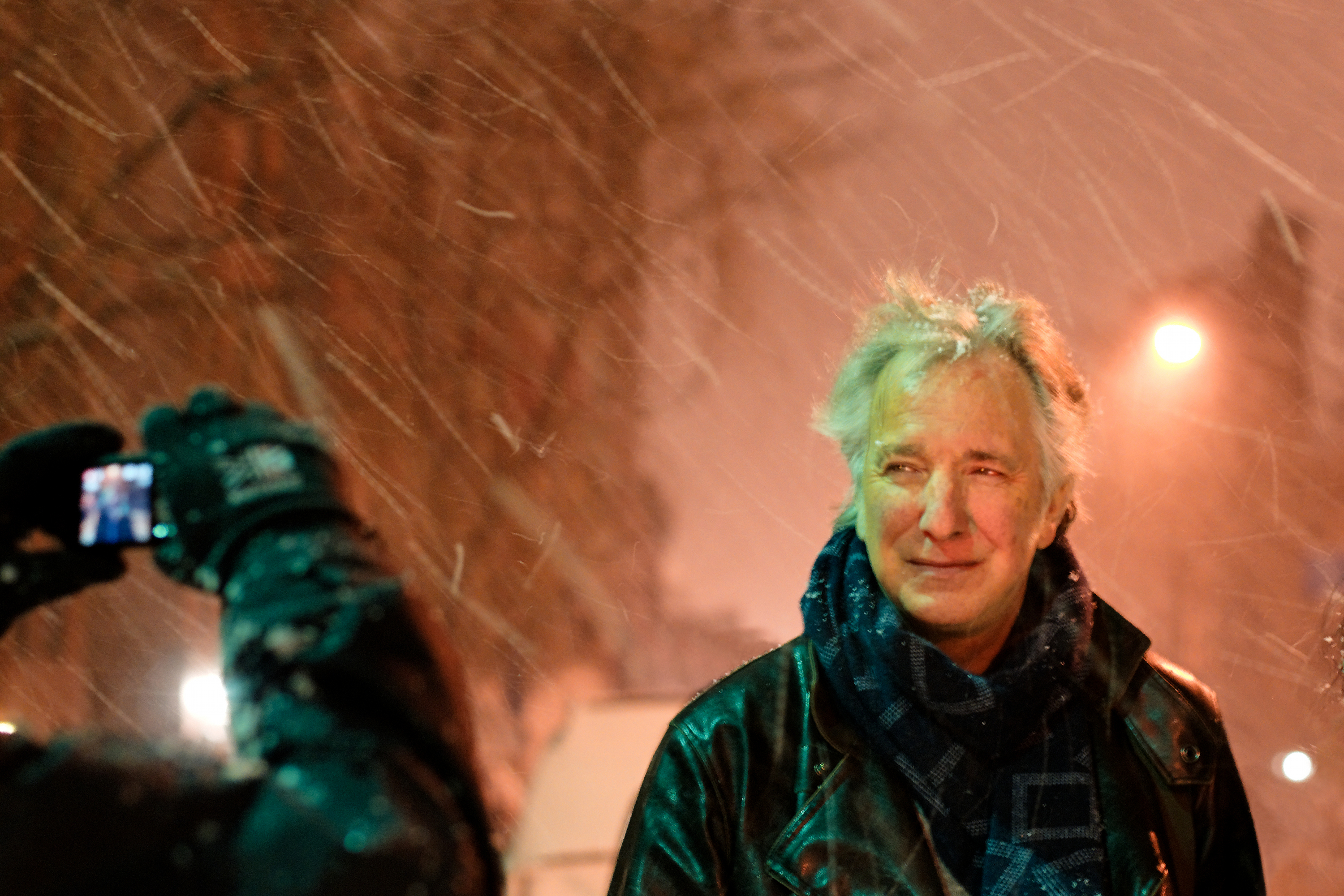
Rickman esperant que un seguidor li fagi una fotografia després d'interpretar a John Gabriel Borkman, el 2011

Rickman va ser escollit per la revista Empire com una de les 100 estrelles més atractives de la història del cinema, en el número 34, l'any 1995, i en el número 59 de la llista de les 100 millors estrelles del cinema de tots els temps, l'octubre de 1997. El 2009 i el 2010 Rickman va tornar a aparèixer a la llista de les 100 estrelles més atractives d'aquesta revista, en totes dues ocasions en el número 8, d'entre els 50 acotrs escollits. El 1993 Rickman va ser elegit per formar part del Consell de la Royal Academy of Dramatic Art (RADA); allí hi va ser vicepresident, així com membre dels comitès d'assessorament artístic i entrenament, i de la Junta de Desenvolupament.
També va ser votat en la posició 19 de la llista de les millors estrelles cinematogràfiques vives per sobre dels 50 anys, essent nominat també, en dues ocasions, per rebre el premi Tony al millor actor (teatre): el 1987 per Les Liaisons Dangereuses, i el 2002, en una reposició de Private Lives, de Noël Coward. The Guardian va citar Rickman amb la "menció d'honor" en un llistat dels millors actors que mai havien estat nominats als premis Oscar.
Dos investigadors, un lingüista i un enginer acústic, van trobar que la "veu masculina perfecta era una combinació de les veus de Rickman i Jeremy Irons, basant l'estudi en una mostra de 50 veus.
Rickman apareix en diverses obres musicals, incloent-hi una cançó composta per Adam Leonard titulada "Not Alan Rickman". L'actor va interpretar el "Mestre de Cerimònies", anunciant els diversos instruments, a l'obra de Mike Oldfield Tubular Bells II (1992), concretament a la cançó "The Bell". Rickman també fou un dels molts artistes que va recitar sonets de Shakespeare a l'àlbum When Love Speaks (2002), a més de participar en el videoclip del grup musical Texas titulat "In Demand", que s'estrenà a Europe MTV l'agost del 2000.

### Vida privada
El 1965, amb 19 anys, Rickman va conèixer Rima Horton, aleshores una jove de 18 anys, amb qui posteriorment mantindria una relació amorosa. Horton, més endavant, es convertiria en regidora del Partit Laborista per Kensington i Chelsea (1986–2006), a més de ser professora d'economia de la veïna Universitat de Kingston. El 2015 Rickman va confirmar que s'havien casat en una cerimònia privada, a Nova York, el 2012. Els dos van viure junts des del 1977 i fins a la mort de l'actor, el gener de 2016. No van tenir cap fill.
Rickman va ser un actiu patrocinador de la fundació de recerca Saving Faces (salvant cares), a més de ser president honorari de la International Performers' Aid Trust, entitat de caritat dedicada a evitar la pobresa entre els artistes de tot el món. Pel que fa al punt de vista polític, Rickman va dir que "havia nascut portant el carnet del Partit Laborista".
L'actor anglès era padrí del també actor Tom Burke.

### Malaltia i mort
L'agost del 2015 Rickman va patir un ictus, moment en què se li va diagnosticar un càncer de pàncrees. En aquell moment va explicar que tenia una malaltia terminal només al seu cercle més íntim. El 14 de gener de 2016 Rickman va morir en un hospital de Londres, envoltat dels seus amics i familiars. Poc més tard, els seus seguidors van crear un memorial en honor seu al costat del cartell de la Plataforma 9¾ de l'Estació de London King's Cross.
Després de l'anunci de la seva mort, actors i actrius reconeguts, així com d'altres personatges públics contemporanis de l'actor anglès, van rendir tribut a la seva memòria en diversos mitjans i xarxes socials; com que el seu càncer no era de domini públic, alguns com Ralph Fiennes, que "no es podia creure que se n'hagués anat", o Jason Isaacs, "aclaparat per les terribles notícies", van expressar la seva sorpresa. La creadora de Harry Potter, l'escriptora J. K. Rowling, va referir-se a Rickman com "un magnífic actor i un home meravellós". Emma Watson va escriure: "Em sento molt afortunada per haver treballat i passat temps amb una persona i actor tan especial. Realment trobaré a faltar les nostres converses." Daniel Radcliffe va destacar-ne la lleieltat i suport: "Estic convençut que ha vingut i ha vist tot el que mai he fet dalt d'un escenari, tant a Londres com a Nova York. No tenia per què fer-ho." Rupert Grint va expressar que "encara que ha marxat, sempre sentiré la seva veu."
Kate Winslet, que va realitzar un emotiu tribut a l'actor a l'entrega de premis del Cercle de Crítics Cinematogràfics de Londres, va recordar Rickman com una persona càlida i generosa, destacant la seva veu amb un "And that voice! Oh, that voice" (I aquella veu! Oh, aquella veu). Helen Mirren va dir que la seva veu "podia suggerir mel o una agulla afilada amagada." Emma Thompson va recordar-ne que "la intransigència va ser el que el convertí en un gran artista: el seu enginy inefable i cínic, la claredat amb la que veia totes les coses, inclosa jo mateixa... Vaig aprendre molt d'ell." Colin Firth va declarar a The Hollywood Reporter que, com a actor, Rickman havia estat el seu mentor. John McTiernan, director de Die Hard, va afegir que Rickman era l'antitesi dels papers antagonistes, els quals l'havien fet famós. Sir Ian McKellen va escriure que "darrere la trista cara de Rickman, que era tan bonica com quan es trencava amb un somriure, hi havia un esperit superactiu, sempre buscant i trobant, un superheroi, sense assumir-ho però mortalment efectiu." La família de Rickman va mostrar-se agraïda per tots els missatges de condolència rebuts.

## Filmografia
| Any  | Títol                                            | Paper                            | Notes                         |
| ---- | ------------------------------------------------ | -------------------------------- | ----------------------------- |
| 1978 | Romeu i Julieta                                  | Tybalt                           | BBC Television Shakespeare    |
| 1980 | Thérèse Raquin                                   | Vidal                            | 3 episodis                    |
| 1980 | Shelley                                          | Clive                            | Episodi: "Nowt So Queer"      |
| 1982 | Busted                                           | Simon                            | Pel·lícula per televisió      |
| 1982 | Smiley's People                                  | Mr Brownlow                      | Episodi No. 1.2               |
| 1982 | The Barchester Chronicles                        | The Revd Obadiah Slope           | 5 episodis                    |
| 1985 | Summer Season                                    | Croop                            | Episodi: "Pity in History"    |
| 1985 | Girls on Top                                     | Dimitri / Veu de RADA            | 2 episodis                    |
| 1988 | Die Hard                                         | Hans Gruber                      |                               |
| 1989 | Revolutionary Witness                            | Jacques Roux                     | Curtmetratge per televisió    |
| 1989 | The January Man                                  | Ed                               |                               |
| 1989 | Screenplay                                       | Israel Yates                     | Episodi: "The Spirit of Man"  |
| 1990 | Un vaquer sense rumb (Quigley Down Under)        | Elliot Marston                   |                               |
| 1991 | Truly, Madly, Deeply                             | Jamie                            |                               |
| 1991 | Robin Hood: Príncep dels lladres                 | Xèrif de Nottingham              |                               |
| 1991 | Close My Eyes                                    | Sinclair Bryant                  |                               |
| 1991 | Terra d'armaris (Closet Land)                    | L'interrogador                   |                               |
| 1992 | Bob Roberts                                      | Lukas Hart III                   |                               |
| 1993 | Fallen Angels                                    | Dwight Billings                  | Episodi: "Murder, Obliquely"  |
| 1994 | Mesmer                                           | Franz Mesmer                     |                               |
| 1995 | An Awfully Big Adventure                         | P.L. O'Hara                      |                               |
| 1995 | Sense and Sensibility                            | Coronel Brandon                  |                               |
| 1996 | Rasputin: Dark Servant of Destiny                | Grigori Rasputin                 | Pel·lícula per a televisió    |
| 1996 | Michael Collins                                  | Éamon de Valera                  |                               |
| 1997 | El convidat d'hivern (The Winter Guest)          | Home al carrer (no acreditat)    | També director i coguionista  |
| 1998 | Judas Kiss                                       | Detectiu David Friedman          |                               |
| 1998 | Dark Harbor                                      | David Weinberg                   |                               |
| 1999 | Dogma                                            | El Metatron                      |                               |
| 1999 | Galaxy Quest                                     | Alexander Dane/Dr Lazarus        |                               |
| 2000 | Help! I'm a Fish                                 | Joe (veu)                        |                               |
| 2001 | Beckett on Film                                  | Man                              |                               |
| 2001 | Blow Dry                                         | Phil Allen                       |                               |
| 2001 | The Search for John Gissing                      | John Gissing                     |                               |
| 2001 | Harry Potter i la pedra filosofal                | Severus Snape                    |                               |
| 2002 | Harry Potter i la cambra secreta                 | Severus Snape                    |                               |
| 2002 | King of the Hill                                 | King Philip (veu)                | Episodi: "Joust Like a Woman" |
| 2003 | Love Actually                                    | Harry                            |                               |
| 2004 | Something the Lord Made                          | Dr. Alfred Blalock               | Pel·lícula per televisió      |
| 2004 | Harry Potter i el pres d'Azkaban                 | Severus Snape                    |                               |
| 2005 | Harry Potter i el calze de foc                   | Severus Snape                    |                               |
| 2005 | The Hitchhiker's Guide to the Galaxy             | Marvin, l'andròid paranoic (veu) |                               |
| 2006 | El perfum: Història d'un assassí                 | Antoine Richis                   |                               |
| 2006 | Snow Cake                                        | Alex Hughes                      |                               |
| 2007 | Nobel Son                                        | Eli Michaelson                   |                               |
| 2007 | Harry Potter i l'Orde del Fènix                  | Severus Snape                    |                               |
| 2007 | Sweeney Todd: The Demon Barber of Fleet Street   | Judge Turpin                     |                               |
| 2008 | Bottle Shock                                     | Steven Spurrier                  |                               |
| 2009 | Harry Potter i el misteri del príncep            | Severus Snape                    |                               |
| 2010 | Alice in Wonderland                              | Absolem (veu)                    |                               |
| 2010 | Harry Potter i les relíquies de la Mort - Part 1 | Severus Snape                    |                               |
| 2010 | The Wildest Dream                                | Noel Odell (veu)                 | Documental                    |
| 2010 | The Song of Lunch                                | He                               | Producció dramàtica de la BBC |
| 2011 | Harry Potter i les relíquies de la Mort - Part 2 | Severus Snape                    |                               |
| 2011 | The Boy in the Bubble                            | Narrador                         | Curtmetratge                  |
| 2012 | Gambit                                           | Lord Shahbandar                  |                               |
| 2013 | El majordom                                      | Ronald Reagan                    |                               |
| 2013 | A Promise                                        | Karl Hoffmeister                 |                               |
| 2013 | CBGB                                             | Hilly Kristal                    |                               |
| 2013 | Dust                                             | Todd                             |                               |
| 2014 | A Little Chaos                                   | Lluís XIV                        | També director i coguionista  |
| 2015 | Espies des del cel                               | Tinent General Frank Benson      |                               |
| 2016 | Alice Through the Looking Glass                  | Absolem (veu)                    | Estrenada pòstumament         |

## Premis

### Premis Globus d'Or
| Any  | Categoria                            | Pel·lícula | Resultat  |
| ---- | ------------------------------------ | ---------- | --------- |
| 1997 | Millor actor de minisèrie o telefilm | Rasputín   | Guanyador |

### Premis BAFTA
| Any  | Categoria                           | Pel·lícula                                            | Resultat          |
| ---- | ----------------------------------- | ----------------------------------------------------- | ----------------- |
| 2009 | Millor actor secundari              | Harry Potter i el misteri del Príncep                 | Finalista         |
| 1995 | Millor actor secundari              | Sentit i sensibilitat                                 | Nominat           |
| 1996 | Millor actor secundari              | Michael Collins                                       | Nominat           |
| 1992 | Millor actor secundari Millor actor | Robin Hood: Príncep dels lladres Truly, Madly, Deeply | Guanyador Nominat |

### Premis Primetime Emmy
| Any  | Categoria                           | Pel·lícula              | Resultat  |
| ---- | ----------------------------------- | ----------------------- | --------- |
| 2004 | Millor actor - Minisèrie o telefilm | Something the Lord Made | Nominat   |
| 1996 | Millor actor - Minisèrie o telefilm | Rasputín                | Guanyador |

### Premis del Sindicat d'Actors
| Any  | Categoria                                        | Pel·lícula | Resultat  |
| ---- | ------------------------------------------------ | ---------- | --------- |
| 1996 | Millor actor de televisió - Minisèrie o telefilm | Rasputín   | Guanyador |